# Isabel Ana Sebastià
Isabel Ana Sebastià (València, - 1666), va ser una impressora valenciana que va viure al segle xvii.
Era neboda de l'impressor Joan Baptiste Marçal. En 1647 es va casar amb l'impressor José Guasch. Després de quedar vídua en 1647, es va posar al front del taller d'impressió i va comptar amb Jeróni Vilagrasa com a administrador. Es va casar en segones núpcies el 1650 amb Lucas Fuster, metge valencià, qui en 1651 va assumir l'administració de la impremta, evidenciat pel peu d'impremta dels escrits impresos a la impremta. S'estima que Isabel va enviduar en 1654 o 1655, ja que únicament consta ella vivint a la casa-taller, que estava situada al costat de l'església de Sant Martí.
Segons Serrano Morales (1920, pàg. 120), la impremta va ser un dels principals establiments tipogràfics de València en el segle xvii. En ella van treballar a més dels dos esposos d'Isabel, els impressors Pere Patrici Mey, Joan Bapstiste Marçal i Jeroni Vilagrasa.
Isabel va morir en 1666.